# アルバーノ・ラツィアーレ
アルバーノ・ラツィアーレ（伊: Albano Laziale）は、イタリア共和国ラツィオ州ローマ県にある、人口約40,000人の基礎自治体（コムーネ）。

## 地理

### 位置・広がり
ローマ県南部のコムーネで、ローマ市に隣接する。ローマ中心部からは25kmの距離にある。

#### 隣接コムーネ
隣接するコムーネは以下の通り。
- アルデーア
- アリッチャ
- カステル・ガンドルフォ
- ロッカ・ディ・パーパ
- ローマ

### 気候分類・地震分類
アルバーノ・ラツィアーレにおけるイタリアの気候分類 (it) および度日は、zona D, 1922 GGである。
また、イタリアの地震リスク階級 (it) では、zona 2B (sismicità media) に分類される。

## 交通

### 鉄道
トレニタリア
- ローマ＝アルバーノ線
  - アルバーノ・ラツィアーレ駅

アルバーノ・ラツィアーレ駅は、ローマ＝アルバーノ線の終着駅である。

## 人物

### 著名な出身者
- シモーネ・ペペ - サッカー選手。

## 姉妹都市
- Białogard、ポーランド
- コシャリン、ポーランド[6]
- アリートゥス、リトアニア[6]
- サヴェッリ、イタリア[6]
- ホンブルク、ドイツ - 2018年